# Ипиранга (футбольный клуб, Сан-Паулу)
«Клуб Атлетико Ирипанга» (порт.-браз. Clube Atlético Ypiranga; «Спортивный клуб Ипиранга») или просто «Ипиранга» — бразильский футбольный клуб из города Сан-Паулу.

## История
Клуб «Ипиранга» был основан 10 июня 1906 года сотрудниками торгового предприятия «Каса Лебре». По другим данным «Ипиранга» была основана выходцами из клуба «Жермания», «Витория» и «Интернасьонал». В 1909 году совет директоров клуба принял решение участвовать в чемпионате штата Сан-Паулу; клуб был вынужден участвовать в турнире из трёх команд, победитель которого мог выступать в первенстве штата. С 1910 года он  участвовал в розыгрыше чемпионате штата. 
Трижды (1913, 1935 и 1936 годах) клуб занимал второе место в розыгрышах чемпионата штата, а в 1948 и 1950 годах выигрывал турнир Инсинио. В 1929 году клубы «Индепенденсия», «Спортиво Америка», «Атлетико Силеш» и «Насьонал» присоединились к «Ипиранге», составив единый клуб. В 1953 году у «Ипиранги» начались финансовые проблемы: клуб был выселен из штаб-квартиры на Парк-де-Сакоман из-за судебного иска, который на него подали владельцы земли. Из клуба стали уходить его члены, чтобы сохранить хотя бы футбольную команду, произошло слияние с «Коринтиансом» из Санту-Андре. Но это не помогло: в 1958 году клуб последний раз играть в первенстве Сан-Паулу, а через год стал играть в любительской лиге.
Среди игроков, выступавших за «Ипирангу», были Артур Фриденрайх, дважды в составе клуба становившийся лучшим бомбардиром чемпионата штата, Фигерейду, лучший бомбардир чемпионата штата 1935, Пейше, лучший бомбардир чемпионата штата 1940, и  Силас, лучший бомбардир чемпионата штата 1948. Также Моасир Барбоза, чемпионат Южной Америки 1949 и серебряный призёр чемпионата мира 1950. 
Матчи клуб проводит на стадионе «Руа-Табор и Варзиа-ду-Карму».

## Достижения
- Победитель турнира начала чемпионата Паулиста: 1948, 1950